# Жінка в індуїзмі
Роль жінок в індуїзмі часто є предметом дискусій — їхнє становище розглядається одними як благополучне, а іншими як нестерпне. Позиція жінок в індуїзмі переважно базується на різних релігійних писаннях, які мають різний авторитет, автентичність і тематику. Позитивним ставленням до жінки характеризуються такі писання як «Рамаяна» і «Магабгарата», в яких оспівується образ ідеальної жінки, тоді як інші тексти, такі як «Ману-Смріті», встановлюють обмеження в правах жінок. В індуїзмі вважається, що жінки повинні обов'язково перебувати в шлюбі і залишатися цнотливими і чистими за будь-яку ціну. За історичними свідченнями, за часів великих індійських царств високе становище у суспільстві могли зайняти хіба що професійні повії (такі як Амрапалі з Вайшалі) та священні храмові танцівниці девадасі, жінки-маги басаві, тантричні куліки.

## Жінки у Ведах
В Упанішадах згадуються кілька жінок-мудреців і провидиць, найбільш помітними з яких є Ґарґі і Майтреї. В «Гаріта-дгарма-сутрі» (частині «Яджур-веди») говориться, що є два види жінок:
- Садг'явадгу — жінки, які вступають в шлюб.
- Брахмавадіні — жінки, схильні практикувати духовне життя. Вони можуть носити брахманічний шнур, здійснювати ведійське вогняне жертвоприношення агніхотру і вивчати Веди.

У «Уттара-рама-чариті» 2.3 Бхавабхуті йдеться, що Атрейї вивчала філософію і Веди в Південній Індії. В «Шанкара-дігвіджаї» 9.63 Мадхвачар'ї описується, як Шанкара дискутував з жінкою-філософом Убгая Бгараті, яка мала великі знання Вед. У деяких школах ведійських священиків також навчаються жінки.

## Право на власність
В «Артхашастрі» і «Ману-Смріті» визначається стрідхана (дослівно перекладається як «власність жінки») — право жінки на приватну власність, яка може складатися з грошей, землі, а також з різних коштовностей і прикрас, одержуваних жінкою від свого чоловіка, його друзів, своїх батьків або інших родичів. У «Ману-Смріті» стрідхана поділяється на шість типів:
1. Власність, отримана від батьків як посаг.
2. Власність, отримана від родичів батьків дівчини, коли вона переходить жити в будинок чоловіка.
3. Власність, яку дав жінці її чоловік з любові і прихильності (за винятком необхідного утримання дружини, яке є його обов'язком).
4. Власність, отримана від брата/братів.
5. Власність, отримана від матері.
6. Власність, отримана від батька.[4]

Також йдеться про контракти, що укладаються перед весіллям, в яких наречений погоджується заплатити певну суму за наречену як її батькам, так і самій нареченій. Ця власність належала тільки жінці, і до неї не мали права торкатися ні наречений, ні батьки нареченої, за винятком особливих випадків, таких як хвороба, голод, загроза пограбування або благодійність. Разом з тим, «Ману-Смріті», ніби всупереч собі, оголошує, що дружина не має ніякої приватної власності і що вся власність, яку вона отримує, належить чоловікові. Як дочки, так і сини мають рівні права на отримання в спадщину власності матері; але в деяких писаннях стверджується, що власність матері належить виключно дочкам в такому порядку переваги: неодружені дочки, одружені, але бідні дочки, одружені і багаті дочки. Коли помирає батько, неодружені дочки отримують частину його власності, еквівалентну одній чверті частки, яку отримує кожен з братів. Одружені дочки не отримували нічого, оскільки передбачалося, що їм вже дали їхню частку на весіллі як посаг.

## Шлюб

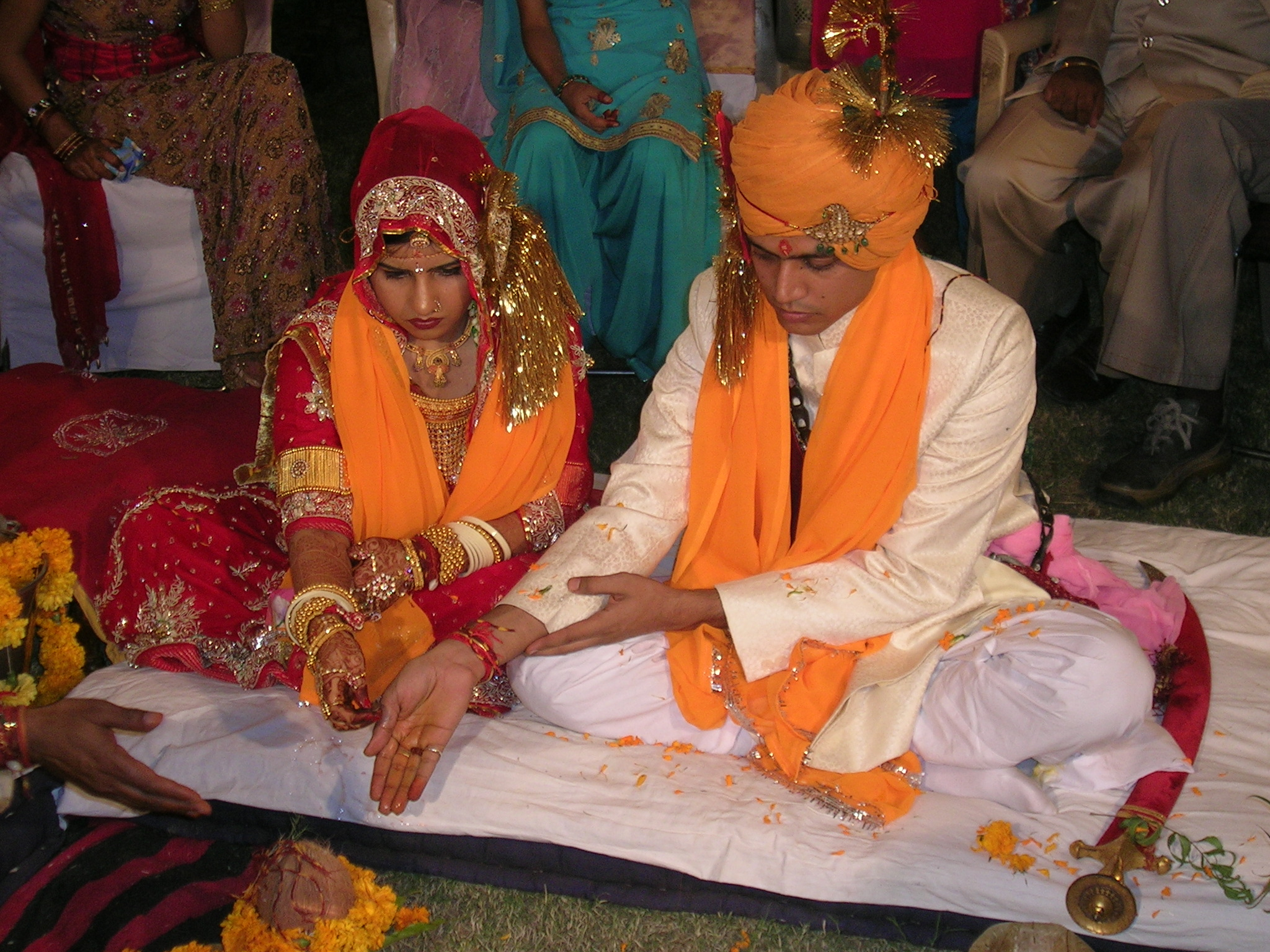
Індуїстське весілля раджпутів

Згідно з давньою індуїстською традицією, після весілля чоловік повинен бути як бог для дружини. Донині багато індусок дотримуються приписаних ритуалів у спілкуванні з чоловіком, торкаючись до його стоп, омиваючи їх і отримуючи від нього благословення. У «Ману-Смріті» описано 8 видів весілля: в двох з них батьки нареченої перед весіллям одягають її в дорогий одяг і покривають коштовностями, в двох інших — сім'я нареченого підносить різні дари родині нареченої, в інших чотирьох не відбувається ніякого обміну подарунками. У «Ману-Смріті» говориться: З віршів «Ріґведи» можна зробити висновок про те, що у ведійській культурі жінки вступали у шлюб у дорослому віці і, можливо, мали право обирати чоловіка. У весільному гімні «Ріґведи» йдеться про «чоловіків» (у множині) для однієї дружини.

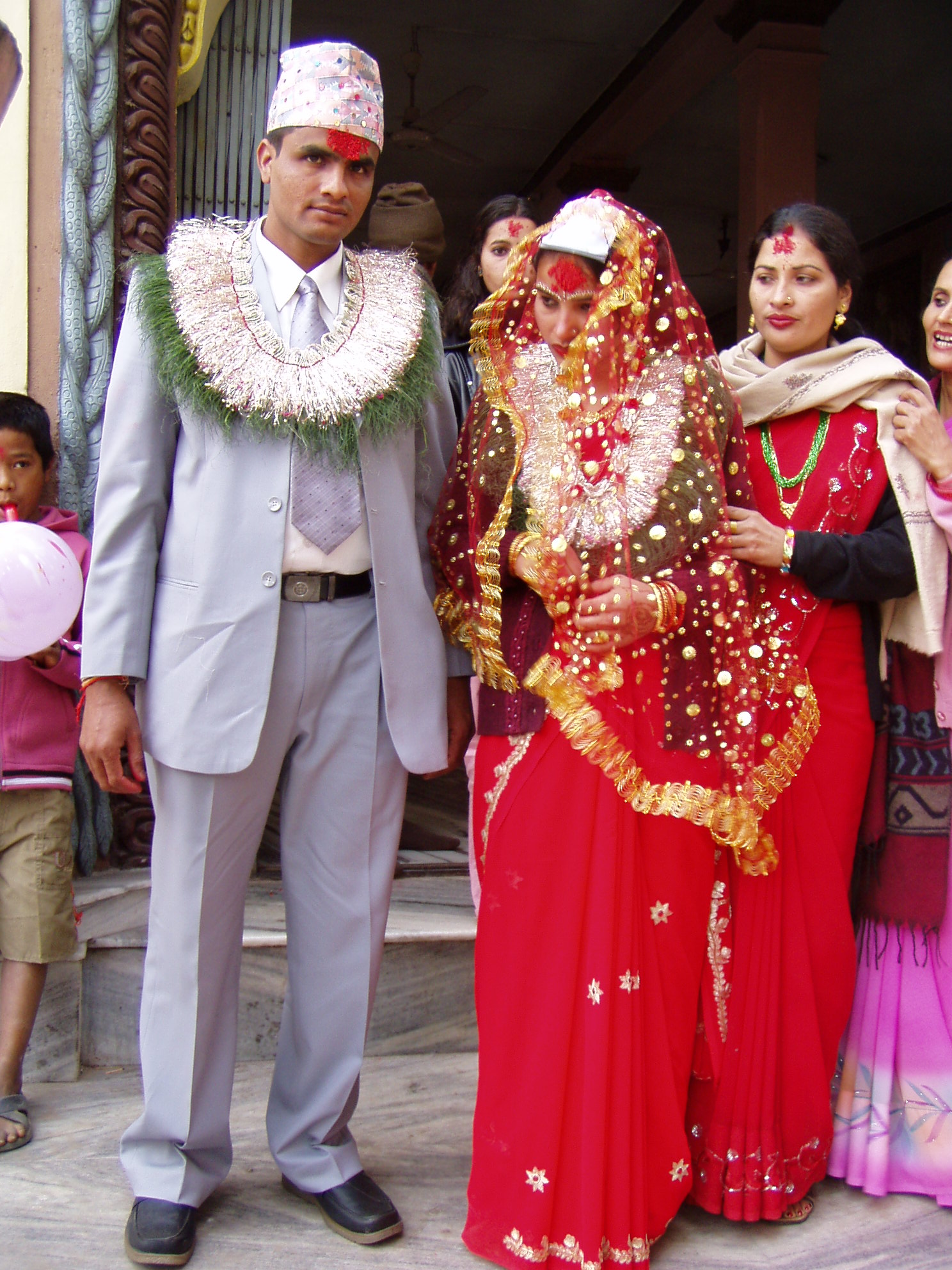
Молодята після обряду індуїстського весілля в Непалі

### Посаг
Практика давати посаг не заохочується в ортодоксальному індуїзмі і на думку деяких дослідників є «спотворенням санскритичних весільних приписів у писаннях». Придане тісно пов'язане з кастовим статусом: у вищих кастах прсаг зазвичай повинна давати родина нареченої, а в нижчих — навпаки, дається сім'єю жениха. В сучасному індуїзмі спостерігається тенденція до все ширшого використання обряду давати посаг, зокрема й через вплив таких процесів як санскритизація й урбанізація.

### Розлучення
Як в «Ману-Смріті», так і в «Артхашастрі» говориться, що якщо чоловік імпотент, вчинив зраду, став аскетом, був вигнаний з суспільства або зник безвісти і не з'явився протягом певного періоду часу, дружина має право залишити його і знову вступити в шлюб. В «Артхашастрі» також стверджується, що за інших обставин, розлучення можливе тільки за взаємної згоди сторін.

### Вдівство і повторний шлюб

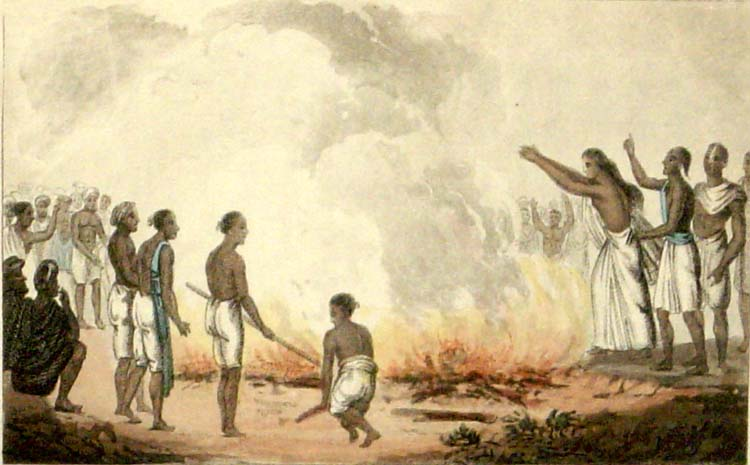
Індуїстська вдова спалює себе на похоронному багатті разом з тілом свого чоловіка. Гравюра 1820 року.

В традиційних індуїстських сім'ях вдови повинні були, а в багатьох сім'ях повинні і понині, носити біле сарі і відмовитися від використання прикрас, включно з бінді. Присутність вдів на релігійних ритуалах розглядалася як поганий знак, і вони були приречені проводити залишок своїх днів, практикуючи духовні аскези. Подібні обмеження в правах для вдів були особливо сильні у вищих кастах, де жінки мусили голити голову і були суворо обмежені в праві повторного шлюбу. Нині подібних обмежень дотримується тільки невелика кількість вдів, хоча ореол негараздів навколо вдівства залишається.
В писаннях згадуються три типи пунарбху — вдів, які знову одружуються: вдова-діва, жінка, яка йде від свого чоловіка з іншим чоловіком, але потім повертається назад, і бездітна вдова, в разі якщо немає діверів, які могли б дати їй дитину. Хоча цей список не вичерпний, з нього можна зробити висновок, що до категорії пунарбху не належала будь-яка вдова, і, як показано в другому випадку, пунарбху взагалі могла і не бути вдовою. В інших двох випадках це бездітна вдова.
Хоча в багатьох текстах описується можливість повторного шлюбу для вдів, це завжди розглядається як несприятлива ситуація. Пунарбху не отримувала однакових прав з жінками, одруженими тільки раз, а діти пунарбху, звані пунарбхава, так само, як і чоловік вдови, обмежувалися в деяких правах.
Згідно з даними на 2007 рік, вдови складають 3 % населення Індії. Для багатьох вдів єдиною можливістю вижити є жебракування на вулицях. Соціологічні дослідження показують, що багато вдів через острах порушити усталені звичаї не хочуть повторно вступати в шлюб.

### Саті (спалення вдів)
Са́ті (санскр. सती) — похоронна ритуальна традиція в індуїзмі, відповідно до якої вдову спалюють разом з її покійним чоловіком на спеціально спорудженому похоронному багатті.
Спочатку саті відбувалися тільки добровільно, як акт безсмертної любові дружини до свого чоловіка, і розглядалися як сприятливий ритуал, який звільняв подружню пару від усіх гріхів. У багатьох Пуранах саті згадується як дуже похвальний обряд. Кілька прикладів саті також описано в індуїстських епосах. Деякі приклади з «Магабгарати»:
- Кілька дружин Васудеви — Рохіні, Девакі, Бхадра і Мадіра — здійснили обряд саті.[16]
- Мадрі, друга дружина Панду, яка почувалася винною в його смерті, здійснила обряд саті. Тоді як його перша дружина Кунті не зробила цього.[17]

Вже в період Гуптів (IV століття) з'являються свідчення того, що ритуал саті став носити примусовий характер: вдовиць примушували до самоспалення після смерті чоловіка. Поряд з кастовою системою, обряд саті був одним з аспектів індуїзму, що зазнавали найсуворішої критики, яка виходила як від самих індуїстів, так і від представників інших релігій, особливо християнства та ісламу. Всередині індуїзму критика обряду саті була характерна для діячів реформаторських рухів.